# Vereniging van Sportjournalisten in Suriname
Vereniging van Sportjournalisten in Suriname (VSJS) is een belangenvereniging voor sportjournalisten die zich in Suriname bevinden. De vereniging werd op 7 maart 1963 opgericht.
De VSJS organiseert jaarlijks het sportgala waarin allerlei sportprijzen worden uitgereikt, zoals de prijzen van Sportman en Sportvrouw van het jaar, met daarnaast per sport een hoofdprijs voor elke mannelijke en vrouwelijke sporter.